# Justus Gille
Oskar Justus Gille, född 17 april 1897 i Films församling, Uppsala län, död 21 september 1987 i Films församling, Uppsala län, var en svensk nyckelharpist.

## Diskografi
- 1975 – Låtar på nyckelharpa från Österbybruk (YTF-50100).[4]